# Артподготовка (организация)
«Артподготовка» — российская межрегиональная общественно-политическая организация сторонников Вячеслава Мальцева. Российскими властями классифицирована как «экстремистская» и «террористическая», запрещена на территории Российской Федерации. В настоящее время сторонники Мальцева и бывшей «Артподготовки» действуют под названием «Народовластие» и участвуют в вооружённой борьбе против российских властей.

## Идеология
В разные периоды существования организация имела совершено полярную идеологию, основанную на принципах прямой демократии с четко выраженным антикоммунизмом. Так, например, на момент основания она являлась ультраправой, после стала частично левой и либеральной, с элементами ультралевой и национал-анархической идеологии. Самого Вячеслава Мальцева исследователи национализма и ксенофобии называют «национал-популистом».
Однако, нужно отметить тот факт, что «Артподготовка» — горизонтальное, децентрализованное политическое объединение, поэтому в различных регионах идеология «Артподготовки» отличалась.
Основным тезисом идеологии Артподготовки являлась вера в неизбежность революции 5 ноября 2017 года.

## Правовой статус

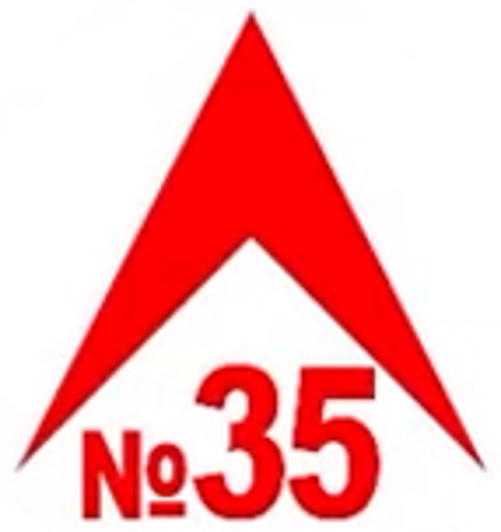
Логотип сторонников В. В. Мальцева с 2022 года (35 — номер Мальцева в списке террористов)

Межрегиональное Общественное Движение (МОД) «Артподготовка» не являлось официально зарегистрированным. Имея горизонтальную структуру, оно в разных регионах имела различную, иногда лишь схожую идеологию, в некоторых регионах имелась своя символика.
Однако, несмотря на это, 26 октября 2017 года Красноярский краевой суд признал МОД «Артподготовка» экстремистским и запретил его деятельность на территории Российской Федерации.
9 сентября 2021 года Федеральная служба безопасности (ФСБ) внесла в список террористических организаций «Террористическое сообщество, созданное Мальцевым В. В. из числа участников Межрегионального общественного движения „Артподготовка“». Решение основано на приговоре по делу о террористическом сообществе, вынесенном 2-м Западным окружным военным судом 18 июля 2020 года и вступившим в силу 7 июля 2021 года.

## История

### Основание (2013)
Изначально название «Артподготовка» использовалось Мальцевым, как название арт-группы в Саратове (с 2004 года). В 2011 году, совместно с Бабаджаняном, Мальцев выбирает данное название, как название политического Твиттер-блога, где аудиторию Мальцева составляла чуть менее 25 000 человек. В конце 2011 года Вячеславом Мальцевым было принято решение создать ютуб-канал «ARTPODGOTOVKA», на котором в будние дни в 21.00 МСК выходила политическая передача «Плохие Новости», проходящая в формате прямого эфира. Вскоре его интернет-аудитория разрослась в целое движение. Начала формироваться незарегистрированная организация — МОД «Артподготовка». Организация не имела унифицированной атрибутики, в каждом регионе использовалась своя символика, хотя всю символику «Артподготовки» объединяло наличие красного символа «V».

### Блог «ARTPODGOTOVKA»
В 2011 году Tвиттер-блог переродился в Youtube-блог, который выходил ежедневно по будням. Средняя длительность одного выпуска передачи: 1,5—2 часа. На момент запрета блога в октябре 2017 года численность его подписчиков достигала более 130 000 человек. Эфиры набирали по 100 000—400 000 просмотров.

О блоге Мальцева высказывались совершенно полярные мнения, например российский оппозиционер Алексей Навальный писал об «ARTPODGOTOVKA» следующее:
«Мальцевская передача и вообще движение вокруг него очень интересный феномен. Человек никак не связан с московской политической тусовкой и вроде не продвинут в технологиях. Однако сумел организовать дешёвое, но эффективное вещание на всю страну. Каждый день выходит в прямой эфир с полуторачасовой передачей, которую смотрит 100—150 тысяч человек, что сравнимо по аудитории с федеральной радиостанцией. ЯБЛОКО, ПАРНАС — это сайты с посещаемостью в пару тысяч человек в день. Ну фейсбук-страницы, у Явлинского — самая большая, 52 тысячи лайков. Даже парламентские партии, располагающие сотнями миллионов рублей, такого канала информации не имеют. Самое важное, это вещь совершенно неподцензурная, Мальцев говорит, что хочет, власть кроет в прямых выражениях и никакая АП перекрыть его не может. Это очень интересно. Я заметил, что у некоторых в Москве есть снобистское отношение к Мальцеву и его каналу, это зря. Человек добился того, что не могут получить редакции с десятками журналистов, значит его опыт надо изучать и реализовывать. Удешевлять работу, а не продолжать бегать по олигархам с листочками-сметами на огромные цифры. Мы вот раздумываем над тем, чтобы подобный канал запустить. Каждый день я не потяну, а вот раз в неделю можно попробовать».

### Выборы в Государственную Думу (2016)
В период с 2013 до 2016 года Мальцев «существовал» только в рамках виртуального интернет-поля.

В апреле 2016 года Мальцев выдвинул свою кандидатуру на праймериз демократической партии ПАРНАС, где занял первое место, с отрывом в несколько тысяч голосов. Это вызвало большие противоречия в руководстве партии ПАРНАС. Так, член политсовета партии Илья Яшин, заявил на съезде партии следующее: 
«У меня не было позиции по Мальцеву до вчерашнего дня, — сказал Илья Яшин. — Он выступил вчера на политсовете, был очень убедителен, и у меня не осталось ни одной причины его поддержать. Он открыл рот — и полилась такая зловонная клоака на нас на всех… Про еврейскую мафию, масонский заговор, про то, что Владимира Кара-Мурзу отравили не по политическим причинам, а за бытовуху… Я удивлен, что нам навязывают человека в духе Жириновского».
Летом 2016 года вокруг Мальцева стала формироваться команда, в регионах появились волонтёры. Аудитория ютуб-канала Мальцева резко увеличилась после того, как на телевидение он заявил следующее: 
«Виноваты бояре, а царь замечательный. Если царь не знает, что происходит в стране, его надо в дурдом сажать. Если знает и не мешает этому, его надо в тюрьму. Если знает и способствует, на кол надо сажать таких царей».
Сразу после резонансных заявлений лидера «Артподготовки» по российскому телевидению его стали критиковать, как представители оппозиционных движений, так и ярые охранители. Например, лидер байкерского клуба «Ночные волки» Александр «Хирург» Залдостанов заявил про кандидата в депутаты в Государственную Думу следующее:
Конечно, мы за это с него спросим, за такие вещи надо спрашивать. И за язык его за это подвесим. Он предположил, что «как только мы возьмём и посадим его на кол по-настоящему, сразу же все забудут о том, к чему он призывал».
Незадолго до выборов 18 сентября 2016 года на федеральном канале РЕН-ТВ вышел разоблачающий фильм про Мальцева и «Артподготовку».

### Прогулки Оппозиции и МОД «Артподготовка»

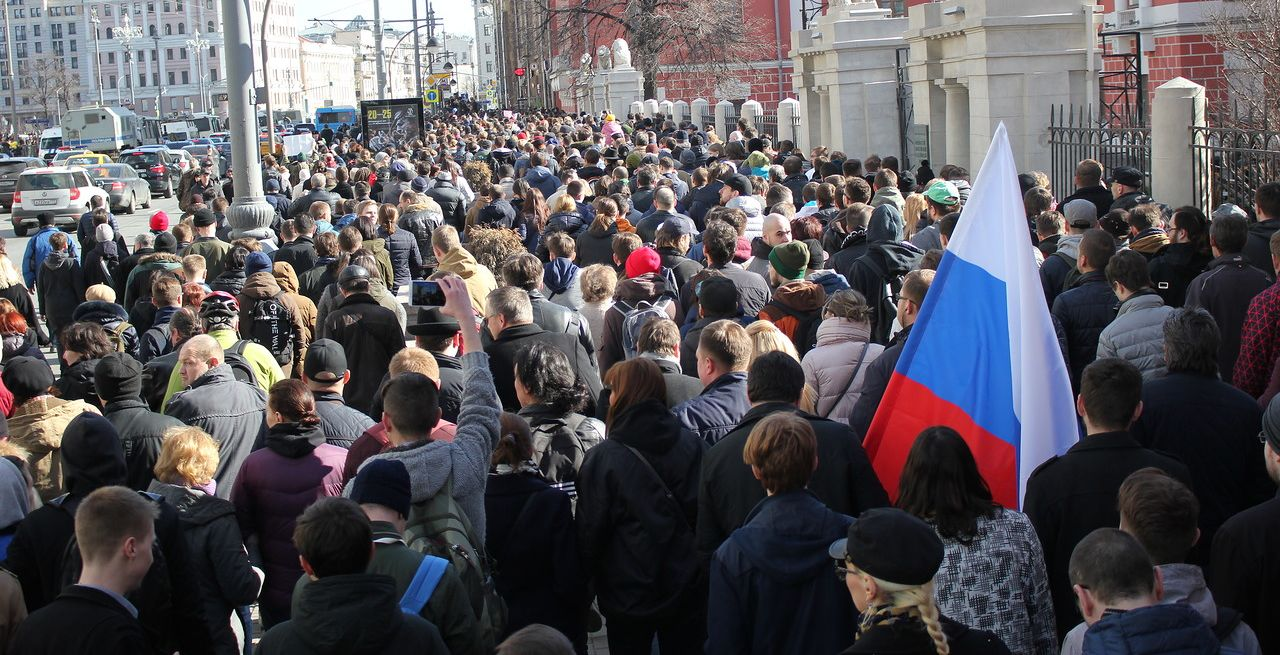
Прогулка оппозиции в Москве 26 марта.

#### Прогулки Оппозиции
Впервые о прогулках оппозиции заговорил В. В. Мальцев у себя в программе «Плохие новости». Эту идею поддержали Дмитрий Дёмушкин, Марк Гальперин и Иван Белецкий. После провала партии Парнас на выборах в Госдуму, 19 сентября Марк Гальперин и Иван Белецкий основали движение «Новая оппозиция», к которому присоединился позднее Вячеслав Мальцев. В итоге, 8 октября 2016 года в Москве состоялась первая прогулка оппозиции. В своём блоге Мальцев призвал людей организовывать подобные акции у себя в регионах. В конце октября прогулка прошла в Санкт-Петербурге, после этого начались прогулки в Екатеринбурге и Новосибирске. В декабре 2016 начались прогулки в Красноярске, Иркутске. Среднее количество участников акций в регионах — около 30 человек. Однако, в отдельных случаях могла наблюдаться активность в 50, или даже 100 человек. На 1 апреля 2017 года всего прогулки проходят более чем в 110 городах РФ.
Примерно в это же время по данным источника близкого к руководству движения в «Артподготовку» были внедрены провокаторы, а так же из рядов активистов выбраны «стукачи».

#### МОД «Артподготовка»
Активисты движения посещали различные акции оппозиционного характера, выпускали ряд брошюр, листовок и плакатов. В столице и регионах организовывались собственные пикеты. Движение (особенно в регионах, на «низовом» уровне) старалось сотрудничать с различными оппозиционными организациями разных направлений (от левых движений до организаций ультраправого характера).

###### Мнения об «Артподготовке»
Павел Чиков, юрист и глава международной правозащитной группы «Агора» характеризует это движение следующим образом:
«Политическая программа „Артподготовки“ состоит из 22 пунктов и отдает откровенным популизмом. Старые и не очень добрые социализм и национализм в одном флаконе. Социальная база — 30-50-летние. Не нищие, но и не средний класс, прежде всего в регионах. Такой русский вариант американских белых супремасистов, стремительно ворвавшихся в политику на волне риторики Дональда Трампа. Это довольно многочисленная прослойка, чья юность пришлась на 1980—1990-е годы, кто впитал политические свободы, но так и не состоялся в жизни. Этот потенциально протестный электорат, обвиняющий в собственных неудачах коррумпированных чиновников, приезжих из Средней Азии, евреев, не был охвачен ни одним несистемным оппозиционным движением. Его сторонники в течение 2017 года стали активно „прилипать“ к создаваемым по всей стране штабам Навального, они были заметны и вокруг региональных отделений „Открытой России“. Их привлекала уличная протестная активность — по сути, единственная возможная форма деятельности для несистемных оппозиционеров. В регионах явочным порядком стали появляться координаторы, якобы назначенные Мальцевым, но без четких полномочий. Финансирование прозрачностью также не отличалось. Первая масштабная уличная активность „Артподготовки“ пришлась на 26 марта — акцию против коррупции, организованную Алексеем Навальным. Тогда же прошли первые задержания по административным делам. В течение года основной актив движения в регионах уже насобирал на „неоднократность“ нарушений, и суды стали назначать крупные штрафы в 150—200 тыс. руб., а полиция — требовать от СКР возбудить соответствующие уголовные дела за „систематические нарушения“ порядка проведения демонстраций».

##### Военизированное крыло и связь с группировкой «Сеть»
В феврале 2018 года Федеральная служба безопасности сообщила о предотвращении ряда резонансных терактов по всей России, а так же о задержании членов группировки «Сеть». По сообщениям правоохранителей, группировка состояла из двух законспирированных ячеек — «Восход» и «5/11». Однако, как выяснилось позже ячейка «Сети» «5/11» получила своё название не по причине её связи с МОД «Артподготовка» и так называемой «Революцией 5/11/17», а из-за того, что её члены носили одежду одноименной марки.
Как выяснилось позже, проходящие по этому делу не являются сторонниками «Артподготовки». Задержанные оказались анархистами и антифашистами.
Журналисты канала Рен-тв ещё осенью 2016 года писали, что «Артподготовка» занимается подготовкой вооружённого восстания. Сообщалось, что активисты шьют шевроны, по аналогу шевронов украинской экстремистской организации «Правый сектор». Так же была опубликована видеозапись переговоров между Мальцевым, Горским и Дёмушкиным.

##### Акция «5/11/17»
Лидер движения Вячеслав Мальцев с самого начала уверял своих сторонников, что осенью 2017 года в России должна произойти революция. В 2014 он назначил её точную дату — 5 ноября 2017 года.
C самого утра 5 ноября 2017 года центральные столичные улицы были заставлены автозаками в сопровождении с сотрудниками ОМОНа. В Москве на так называемую «революцию 5/11/17» вышло более 1000 человек, из которых свыше 260 были задержаны. Четверть из задержанных — несовершеннолетие. Как сообщают СМИ, многие из задержанных — случайные прохожие или политизированные граждане, которые хотели «посмотреть на движуху».

Лидер МОД «Артподготовка» в беседе с корреспондентом «Медузы» прокомментировал случившееся так:
«Режим показал свою фашистскую суть. И полиция, и ФСБ превысили свои полномочия. Чуть ли не десятилетних детей задерживали».
Также акции прошли в Санкт-Петербурге, Саратове, Краснодаре, Красноярске, Перми, Ростове-на-Дону. На их долю пришлось около 200 задержаний.

### Запрет организации (2017)
26 октября 2017 года Красноярский краевой суд признал МОД «Артподготовка» экстремистским. С ноября по всей стране начались массовые задержания сторонников Мальцева, всего по России заведено более 30 уголовных дел против участников движения.

Активисты движения Вячеслава Мальцева также подвергались преследованиям: В Красноярском крае задержали сторонников Мальцева Романа Марьяна и Петра Исаева, которые направлялись на поезде в Москву для принятия участия в протесте 5 ноября, но были задержаны сотрудниками полиции и ФСБ. 1 ноября в квартире у саратовского сторонника Сергея Рыжова провели обыск, были обнаружены 200 грамм тротила и 5 бутылок с зажигательной смесью. Задержанный утверждает, что взрывоопасные вещества были подброшены ему во время обыска квартиры. В отношении него возбуждено уголовное дело по статье 205 УК РФ «Терроризм». 3 ноября 2017 года в социальной сети ВКонтакте по требованию Генеральной прокуратуры Российской Федерации от 31 октября 2017 года были заблокированы многочисленные сообщества сторонников Вячеслава и участников «Артподготовки». Так же 3 ноября в Москве ФСБ совместно с Центром «Э» задержала участников «Артподготовки», было изъято холодное оружие и бутылки с зажигательной смесью. Задержанные якобы собирались совершать поджоги административных зданий и нападать на полицию 4 и 5 ноября. Были возбуждены уголовные дела по статье 205 уголовного кодекса РФ «Терроризм». Вячеслав Мальцев назвал задержание его сторонников «грязной провокацией»: 
Нет организации никакой, есть канал «Артподготовка», в котором я вещаю каждый вечер. У нас есть сторонники, зрители. Но таких людей — пол-России. У меня некоторые программы смотрят по пять миллионов человек. И вот это как раз группа «Артподготовки». Я что документы какие-то выдаю? Мы даже сами не знаем, кого они задерживают. А если они там кого-то ловят, сажают, бьют и пытаются так прекратить мою деятельность — они её не прекратят. Они говорят про теракты, взрывы — это всё грязная путинская КГБшная провокация.
Участники движения задерживались, как особо опасные. Оперативников поддерживали группы спецназа ФСБ и ОМОН. В Москве, чтобы попасть в квартиру революционеров, взорвали окно. В Петербурге, Красноярске, Саратове использовалось по несколько групп спецназа ФСБ.
Согласно официальной позиции правоохранительных органов, движение «Артподготовка» готовило вооружённое восстание и силовой захват власти.

#### Мнения об объективности запрета «Артподготовки» и ареста её сторонников
Руководитель новосибирского отделения «Собора русского народа» Кирилл Брагин считает об МОД «Артподготовка» следующие:
«Запрещённое в России движение „Артподготовка“ было реально действующей оппозиционной организацией. У „Артподготовки“ не так много активистов, число их измеряется не тысячами, а сотнями по всей России. Но это идейные люди, они сами собирали средства на свою деятельность, внутри своих ячеек, регулярно проводили акции. Там собрались люди, которым ненавистна, уже противна нынешняя ситуация, они были настроены решительно. Это не значит, что они собирались совершать насильственные действия, но были готовы участвовать в несанкционированных акциях. Для власти „Артподготовка“, безусловно, представляет опасность. С другой стороны, появление подобных организаций свидетельствует о том, что в России — авторитарная политическая система. В европейской политической системе такого рода оппозиционные организации спокойно функционировали бы в легальном поле, участвовали в выборах, аккумулируя голоса недовольных политическим истеблишментом, и проходили бы в парламенты — муниципальные и общегосударственные. У нас же получается, что реально существующие организации, в конце концов, уходят в сторону более радикальных действий», — писал общественник.
Политолог, Иван Преображенский, сказал про аресты членов движения:
«Надо понимать, что следственные органы и спецслужбы провели успешную операцию и теперь готовят новый масштабный процесс под мартовские президентские выборы. Благодаря сознательной или случайной провокации блогера Мальцева, уже в ближайшее время мы можем увидеть процесс более масштабный, чем так называемое „Болотное дело“. Так что смеяться рановато. Сначала надо попытаться спасти тех, кого записали в ряды выдуманной экстремистской организации. А потом, если получится лучше, чем с арестованными после оппозиционного митинга 6 мая 2012 года, можно будет вместе посмеяться», — заявил политолог.
Оппозиционер, Алексей Навальный, в своём видеоблоге про аресты сторонников Мальцева сказал:
«Мальцевцев» громят, их пытаются уничтожить. Против активистов «Артподготовки» сейчас массово фабрикуют уголовные дела, причём, делают это по всей стране и довольно «топорными» методами: подкидывают тротил, какую-то взрывчатку, коктейли Молотова. Подобные действия — не что иное, как попытка устранить лидеров, запугать их, путём подкидывания улик и фабрикации дел вывести из игры остальных активистов. Такое поведение «власть имущих», они делают так всегда", — сказал политик.

### «Народовластие» во время обострения российско-украинской войны
24 февраля 2023 года бывший офицер-подводник, петербуржец Тигран Хачикян, в районе Гостинного двора включил песню «Вставай, страна огромная!», после чего несколько раз выстрелил в прапорщика Росгвардии. Позднее Хачикян объяснил свой поступок так:

Начал доставать оружие, чтобы стрелять по колёсам спецтехники, заметил, что ко мне направляется сотрудник полиции. Я ему сказал, чтобы он убегал, и достал оружие. <…> Хотел продемонстрировать своё несогласие с проведением спецоперации. Планов стрелять в сотрудника изначально не было. Понимал, что от моих действий могла наступить его смерть. Более пояснить нечего

По данным следствия, Хачикян разделяет взгляды «Народовластия» (бывшая «Артподготовка»).
5 мая 2023 года «РИА Новости» сообщило, что «Народовластие» («Артподготовка») готовило запуски самодельных летательных средств на 9 мая для препятствования работы российской ПВО.

## «Артподготовка» в культуре

### Документальные фильмы
- Фильм Рен-тв «Попались!», вышедший в сентябре 2016 года. В фильме движения «Артподготовка» и Вячеслав Мальцев показаны в отрицательном контексте.

## Лозунги
- «5/11/17» — основной лозунг движения Вячеслава Мальцева, который сторонники Артподготовки массово распространяли в всемирной сети и «оффлайн». Ни один эфир Артподготовки не проходил без неоднократного произношения данного лозунга. Активисты выкрикивали его на митингах, пикетах и шествиях. Лозунг активно наносили на купюры, строения и прочее.
- «Не ждём, а готовимся!» — один из основных лозунгов движения «Артподготовка». В последующем он стал шуточной фразой, активно использующейся в российской политической среде[36].